# متلازمة فيليبي
متلازمة فيليبي، المعروفة أيضًا بارتفاق الأصابع من النوع الأول المترافق مع صغر رأس وتخلف عقلي، هي مرض وراثي جسمي متنحي شديد الندرة، وقد سجل لغاية الآن عدد محدود جدًا من الحالات. ترتبط متلازمة فيليبي بأعراض متنوعة متفاوتة الشدة بين الأفراد المصابين، وهذا يشمل على سبيل المثال: تشوهات أصابع وتشوهات قحفية وجهية وإعاقات ذهنية وتأخر نمو. يمكن تشخيص متلازمة فيليبي من خلال الملاحظة السريرية والتصوير الشعاعي والاختبار الجيني. لا يمكن علاج المتلازمة بشكل مباشر في الوقت الحالي، وبالتالي ينصب التركيز الرئيسي للعلاج على معالجة الأعراض الملاحظة على الأفراد المصابين. سجل أول تقرير عن المتلازمة في عام 1985.

## العلامات والأعراض
قد تكون أعراض متلازمة فيليبي خلقية (أي تظهر منذ الولادة لدى الرضيع)، وعمومًا، يختلف احتمال حدوث الأعراض، كما تختلف شدتها، بين المصابين. لم يدرس تطور الأعراض على مدى حياة الفرد بشكل شامل، بسبب قلة عدد الأشخاص المصابين بمتلازمة فيليبي على مستوى العالم.

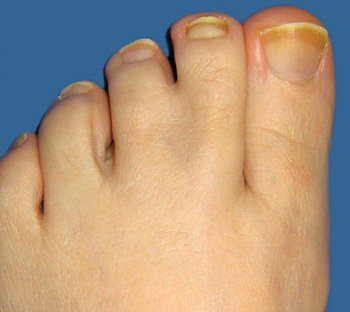
ارتفاق أصبعي القدم الثاني والثالث.

### تشوهات الأصابع
تعتبر تشوهات الأصابع أحد الأعراض التي يبديها المصابون بمتلازمة فيليبي، وأشيعها اندماج أو التصاق الأصابع، وهو تشوه يطلق عليه مصطلح ارتفاق الأصابع. يشار تحديدًا إلى ارتفاق الإصبعين الثالث والرابع أو أصابع القدم الثاني والثالث والرابع بارتفاق الأصابع من النوع 1. قد تختلف درجة ارتفاق الأصابع بين المصابين، فقد يشمل الارتفاق لدى البعض الأنسجة الرخوة والجلد فقط، بينما يشمل في الحالات الأكثر شدة العظام.
تشمل التشوهات الأخرى للأصابع تقوس الإصبع الخامس وقصر الأصابع (قصر غير طبيعي). يعزى قصر الأصابع إلى حد كبير إلى التشوهات التي تطال عظام اليدين والقدمين، وتحديدًا عظام الأمشاط.

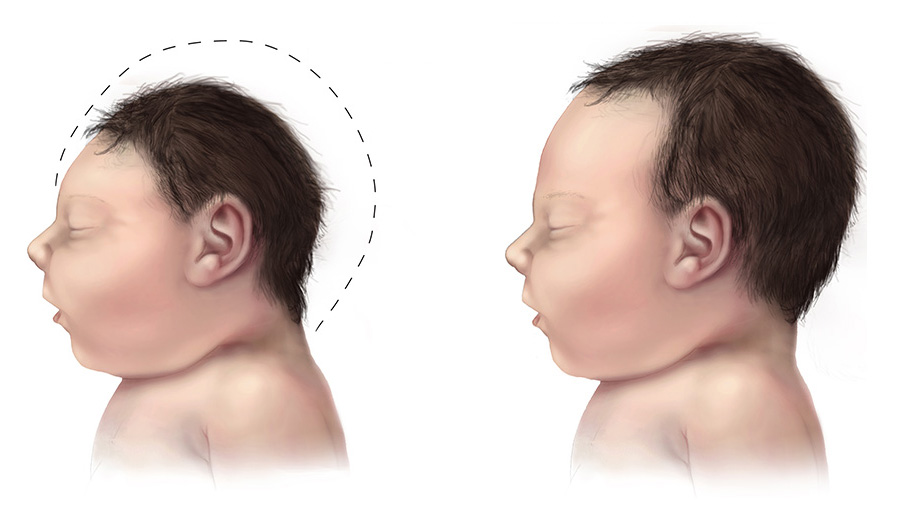
تظهر الصورة حالة صغر رأس.

### التشوهات القحفية الوجهية
يعاني معظم المصابين بمتلازمة فيليبي من تشوهات قحفية وجهية، وهي عيوب خلقية تصيب منطقة الرأس أو الوجه. تتضمن بعض التشوهات القحفية الوجهية الموجودة لدى المصابين بمتلازمة فيليبي ما يلي: صغر رأس (أي يكون حجم الجمجمة أصغر من الطبيعي) وبروز/ ارتفاع جسر الأنف وفرط تباعد عيني (ابتعاد العينين عن بعضهما البعض بدرجة تتجاوز الطبيعي) ونقص تطور جناحي الأنف (وهما الأنسجة المحيطة بفتحة الأنف). تتضمن التشوهات القحفية الوجهية الأقل شيوعًا ما يلي: جبهة عريضة وحواف شفاه رفيعة (شفة علوية رفيعة) وشعرانية جبهية (جبهة مشعرة).

### التأخر العقلي
قد يعاني المصابون بمتلازمة فيليبي أيضًا من درجات متفاوتة من الإعاقة الذهنية. قد يعاني المتأثرون من خلل في تطور الكلام والحبسة (يواجهون صعوبة في العثور على الكلمات المناسبة للاستخدام) وضعف البصر وعدم القدرة على الكلام.

### تأخر النمو
تتضمن الأعراض المميزة الأخرى لمرضى متلازمة فيليبي بطء النمو، ويشار إليه أيضًا بمصطلح تأخر النمو. قد يحدث تأخر النمو قبل الولادة أو بعدها، ويمكن ملاحظة تأخر نضج العظام تحديدًا لدى هؤلاء المرضى.

### أعراض أخرى
قد يبدي المصابون بمتلازمة فيليبي بعض التشوهات الجسدية الأخرى، ومن هذه التشوهات: القزامة (قصر القامة الشديد) وخلوع المرفقين وانخفاض قابلية حركة المفاصل ونقص التوتر العضلي (ضعف توتر العضلات) وتيبس العضلات اللاإرادي.
قد يعانون أيضًا من اضطرابات ومشاكل جلدية وسنية. إضافةً لذلك، قد يعاني بعض الذكور المصابين من اختفاء الخصيتين (وهي حالة تفشل فيها الخصيتان في النزول إلى كيس الصفن).